# 장춘실
장춘실(생년 미상 ~ )은 조선민주주의인민공화국의 정치인이다. 최고인민회의 상임위원회 위원 겸 당중앙위원회 후보위원이다.

## 경력
2017년 2월 조선사회주의녀성동맹 중앙위원회 위원장으로 선출되었고, 4월에 최고인민회의 상임위원회 의원으로 선출되었다. 2017년 10월, 조선로동당 제7기 제2차 전원회의에서 조선로동당 중앙위원회 후보위원으로 선출되었다.